# Lijst van Stolpersteine in Breda
De lijst van Stolpersteine in Breda geeft een overzicht van de gedenkstenen die in de gemeente Breda in de Nederlandse provincie Noord-Brabant zijn geplaatst in het kader van het Stolpersteine-project van de Duitse beeldhouwer-kunstenaar Gunter Demnig.
Stolpersteine zijn opgedragen aan slachtoffers van het nationaalsocialisme, al diegenen die zijn vervolgd, gedeporteerd, vermoord, gedwongen te emigreren of tot zelfmoord gedreven door het nazi-regime. Demnig legt voor elk slachtoffer een aparte steen, meestal voor de laatste zelfgekozen woning.
Omdat het Stolpersteine-project doorloopt, kan deze lijst onvolledig zijn.

## Stolpersteine
In Breda liggen 36 Stolpersteine op tien adressen. Uiteindelijk komen er 120 Stolpersteine op zo’n vijftig verschillende locaties.

### Breda
| Afbeelding | Inscriptie | Adres                             | Herdachte persoon                              |
| ---------- | --- | --------------------------------- | ---------------------------------------------- |
|            | HIER WOONDE JOHANNA HENNY COHEN GEB. 1938 GEARRESTEERD 9-4-1943 VERMOORD 26-4-1943 VUGHT                                               | Haagdijk 251a Kaart (OSM)         | Johanna Henny Cohen (1938-1943)                |
|            | HIER WOONDE MARCUS SAMUEL COHEN GEB. 1888 GEARRESTEERD 10-9-1942 VERMOORD 14-10-1942 AMERSFOORT                                        | Haagdijk 239a Kaart (OSM)         | Marcus Samuel Cohen (1888-1942)                |
|            | HIER WOONDE PINAS COHEN GEB. 1895 GEARRESTEERD 28-8-1942 VERMOORD 31-3-1944 MIDDEN-EUROPA                                              | Haagdijk 251a Kaart (OSM)         | Pinas Cohen (1895-1944)                        |
|            | HIER WOONDE REGINA COHEN-GOUDSMIT GEB. 1887 GEARRESTEERD 28-8-1942 VERMOORD 3-9-1942 AUSCHWITZ                                         | Haagdijk 239a Kaart (OSM)         | Regina Cohen-Goudsmit (1887-1942)              |
|            | HIER WOONDE HILDEGARD COHEN- SCHÖNBERGER GEB. 1898 GEARRESTEERD 9-4-1943 VERMOORD 11-6-1943 SOBIBOR                                    | Haagdijk 251a Kaart (OSM)         | Hildegard Cohen-Schönberger (1898-1943)        |
|            | HIER WOONDE EPHRAIM DUIS GEB. 1928 GEÏNTERNEERD 22-11-1943 VUGHT GEDEPORTEERD 23-3-1944 UIT WESTERBORK VERMOORD APRIL 1944 AUSCHWITZ   | Teteringenstraat 8 Kaart (OSM)    | Ephraim Duis (1928-1944)                       |
|            | HIER WOONDE ABRAHAM GOUDSMIT GEB. 1858 GEVLUCHT IN DE DOOD 18-8-1940 BREDA                                                             | Haagdijk 239a Kaart (OSM)         | Abraham Goudsmit (1858-1940)                   |
|            | HIER WOONDE ADELE WILHELMINA HAAS GEB. 1896 ONDERGEDOKEN 1942 GEARRESTEERD 4-9-1943 VERMOORD 24-9-1943 AUSCHWITZ                       | Nieuwe Boschstraat 44 Kaart (OSM) | Adele Wilhelmina Haas (1896-1943)              |
|            | HIER WOONDE ELIZABETH HAAS GEB. 1932 ONDERGEDOKEN 1942 GEARRESTEERD 12-3-1943 VERMOORD 23-4-1943 SOBIBOR                               | Speelhuislaan 42 Kaart (OSM)      | Elizabeth Haas (1932-1943)                     |
|            | HIER WOONDE ESTELLA HAAS GEB. 1919 GEÏNTERNEERD 5-3-1943 VUGHT GEDEPORTEERD 6-4-1943 UIT WESTERBORK VERMOORD 9-4-1943 SOBIBOR          | Vredenburchsingel 42 Kaart (OSM)  | Estella Haas (1919-1943)                       |
|            | HIER WOONDE IZAÄK HAAS GEB. 1933 ONDERGEDOKEN 1942 GEARRESTEERD 12-3-1943 VERMOORD 23-4-1943 SOBIBOR                                   | Speelhuislaan 42 Kaart (OSM)      | Izaäk Haas (1933-1943)                         |
|            | HIER WOONDE JACOB HAAS GEB. 1884 GEÏNTERNEERD 6-3-1943 VUGHT GEDEPORTEERD 6-4-1943 UIT WESTERBORK VERMOORD 9-4-1943 SOBIBOR            | Vredenburchsingel 42 Kaart (OSM)  | Jacob Haas (1884-1943)                         |
|            | HIER WOONDE JACOB RICHEL HAAS GEB. 1901 GEARRESTEERD 29-9-1942 VERMOORD 28-2-1943 AUSCHWITZ                                            | Speelhuislaan 42 Kaart (OSM)      | Jacob Richel Haas (1901-1943)                  |
|            | HIER WOONDE LOUIS HAAS GEB. 1856 GEÏNTERNEERD 9-4-1943 VUGHT GEDEPORTEERD 27-4-1943 UIT WESTERBORK VERMOORD 30-4-1943 SOBIBOR          | Teteringenstraat 8 Kaart (OSM)    | Louis Haas (1856-1943)                         |
|            | HIER WOONDE LOUIS HAAS GEB. 1916 GEÏNTERNEERD 6-3-1943 VUGHT GEDEPORTEERD 6-4-1943 UIT WESTERBORK VERMOORD 9-4-1943 SOBIBOR            | Vredenburchsingel 42 Kaart (OSM)  | Louis Haas (1916-1943)                         |
|            | HIER WOONDE SARA HAAS GEB. 1895 ONDERGEDOKEN 1942 OVERLEDEN 6-8-1943 BREDA                                                             | Nieuwe Boschstraat 44 Kaart (OSM) | Sara Haas (1895-1943)                          |
|            | HIER WOONDE ELISABETH HAAS-COHEN GEB. 1920 GEÏNTERNEERD 5-3-1943 VUGHT GEDEPORTEERD 6-4-1943 UIT WESTERBORK VERMOORD 9-4-1943 SOBIBOR  | Vredenburchsingel 42 Kaart (OSM)  | Elisabeth Haas-Cohen (1920-1943)               |
|            | HIER WOONDE MARGARETHA HAAS- VLEESCHHOUWER GEB. 1907 ONDERGEDOKEN 1942 BREDA GEARRESTEERD 12-3-1943 VERMOORD 23-4-1943 SOBIBOR         | Speelhuislaan 42 Kaart (OSM)      | Margaretha Haas-Vleeschhouwer (1907-1943)      |
|            | HIER WOONDE SAARTJE HAAS-DE VRIES GEB. 1881 GEÏNTERNEERD 5-3-1943 VUGHT GEDEPORTEERD 6-4-1943 UIT WESTERBORK VERMOORD 9-4-1943 SOBIBOR | Vredenburchsingel 42 Kaart (OSM)  | Saartje Haas-de Vries (1881-1943)              |
|            | HIER WOONDE ELKAN KOGEL GEB. 1878 GEDEPORTEERD 20-11-1942 UIT WESTERBORK VERMOORD 23-11-1942 AUSCHWITZ                                 | Teteringenstraat 8 Kaart (OSM)    | Elkan Kogel (1878-1942)                        |
|            | HIER WOONDE SARA JOHANNA KOGEL-HAAS GEB. 1887 GEDEPORTEERD 20-11-1942 UIT WESTERBORK VERMOORD 23-11-1942 AUSCHWITZ                     | Teteringenstraat 8 Kaart (OSM)    | Sara Johanna Kogel-Haas (1887-1942)            |
|            | HIER WOONDE DEBORA LEVIE GEB. 1929 GEARRESTEERD 28-8-1942 VERMOORD 3-9-1942 AUSCHWITZ                                                  | Leeuwerikstraat 80 Kaart (OSM)    | Debora Levie (1929-1942)                       |
|            | HIER WOONDE JOSEPH LEVIE GEB. 1933 GEARRESTEERD 28-8-1942 VERMOORD 3-9-1942 AUSCHWITZ                                                  | Merelstraat 29 Kaart (OSM)        | Joseph Levie (1933-1942)                       |
|            | HIER WOONDE MAURITS LEVIE GEB. 1927 GEARRESTEERD 28-8-1942 VERMOORD 31-3-1944 MIDDEN-EUROPA                                            | Leeuwerikstraat 80 Kaart (OSM)    | Maurits Levie (1927-1944)                      |
|            | HIER WOONDE MAX LEVIE GEB. 1930 GEARRESTEERD 28-8-1942 VERMOORD 3-9-1942 AUSCHWITZ                                                     | Merelstraat 29 Kaart (OSM)        | Max Levie (1930-1942)                          |
|            | HIER WOONDE SALOMON LEVIE GEB. 1898 GEARRESTEERD 28-8-1942 VERMOORD 31-3-1944 MIDDEN-EUROPA                                            | Leeuwerikstraat 80 Kaart (OSM)    | Salomon Levie (1898-1944)                      |
|            | HIER WOONDE SELMA LEVIE GEB. 1929 GEARRESTEERD 28-8-1942 VERMOORD 3-9-1942 AUSCHWITZ                                                   | Leeuwerikstraat 80 Kaart (OSM)    | Selma Levie (1933-1942)                        |
|            | HIER WOONDE SONJA LEVIE GEB. 1938 GEARRESTEERD 28-8-1942 VERMOORD 3-9-1942 AUSCHWITZ                                                   | Merelstraat 29 Kaart (OSM)        | Sonja Levie (1938-1942)                        |
|            | HIER WOONDE VICTOR LEVIE GEB. 1901 GEARRESTEERD 28-8-1942 VERMOORD 31-3-1944 MIDDEN-EUROPA                                             | Merelstraat 29 Kaart (OSM)        | Victor Levie (1901-1944)                       |
|            | HIER WOONDE HENRIËTTE LEVIE-VAN KLOETEN GEB. 1907 GEARRESTEERD 28-8-1942 VERMOORD 3-9-1942 AUSCHWITZ                                   | Merelstraat 29 Kaart (OSM)        | Henriëtte Levie-van Kloeten (1907-1942)        |
|            | HIER WOONDE FLORETHA LEVIE-WALG GEB. 1902 GEARRESTEERD 28-8-1942 VERMOORD 3-9-1942 AUSCHWITZ                                           | Leeuwerikstraat 80 Kaart (OSM)    | Florettha Levie-Walg (1902-1942)               |
|            | HIER WOONDE GERHARD VAN DE RHOER GEB. 1884 GEARRESTEERD JUNI-1942 VERMOORD 30-10-1942 MAUTHAUSEN                                       | Julianalaan 73 Kaart (OSM)        | Gerhard van de Rhoer (1884-1942)               |
|            | HIER WOONDE JEANNETTE SAMSON GEB. 1892 GEDEPORTEERD 3-6-1944 UIT VUGHT VERMOORD AUSCHWITZ                                              | Teteringenstraat 8 Kaart (OSM)    | Jeannette Samson (1892-1944)                   |
|            | HIER WOONDE HANNA SAMSON-FRANK GEB. 1857 GEDEPORTEERD 21-9-1943 UIT WESTERBORK VERMOORD 24-9-1943 AUSCHWITZ                            | Teteringenstraat 8 Kaart (OSM)    | Hanna Samson-Frank (1857-1943)                 |
|            | HIER WOONDE ERICH STRUCH GEB. 1901 GEARRESTEERD 3-7-1942 VERMOORD 23-10-1942 MAUTHAUSEN                                                | Willem III Laan 32 Kaart (OSM)    | Erich Struch (1901-1942)                       |
|            | HIER WOONDE SYLVIA JOHANNA MARIE STRUCH-LOESER GEB. 1903 ONDERGEDOKEN 1942 VERRADEN GEARRESTEERD 22-12-1942 VERMOORD 23-7-1943 SOBIBOR | Willem III Laan 32 Kaart (OSM)    | Sylvia Johanna Marie Struch-Loeser (1903-1943) |

## Data van plaatsingen
- 19 mei 2022: een Stolperstein op Julianalaan 73 [38]
- 7 november 2022: tien Stolpersteine op Leeuwerikstraat 80, Merelstraat 29 [39]
- 10 september 2023: zes Stolpersteine op Haagdijk 239a, Haagdijk 251a [40]
- 9 november 2023: twee Stolpersteine op Willem III Laan 32
- 25 september 2024: zeventien Stolpersteine op Nieuwe Boschstraat 44, Speelhuislaan 42, Teteringenstraat 8, Vredenburchsingel 42 [41]